# ثقافة فنلندا
ثقافة فنلندا يجمع بين تراث السكان الأصليين، والمتمثل على سبيل المثال بالفنلندية لغة البلاد الفينية الأوغرية الوطنية النادرة والساونا ، مع الثقافة الشمالية و الأوروبية المشتركة. نظراً لتاريخها ولموقعها الجغرافي تأثرت فنلندا تنوع المناطق المتاخمة من الشعوب الفينية والبلطيقية والجرمانية، وكذلك القوى المهيمنة سابقاً السويد و روسيا. ويمكن اعتبار الثقافة الفنلندية للبناء على الحقائق البيئية التقشف نسبيًا، وسبل العيش التقليدية وتراث من مساواتية، (على سبيل المثال : حرية التنقل و الاقتراع العام) والمثل الأعلى على نطاق واسع عادة من الاكتفاء الذاتي (انظر، على سبيل المثال: الصيف كوخ).
لا تزال هناك اختلافات ثقافية بين المناطق فنلندا، واختلافات بسيطة ولا سيما في لهجات والمفردات. الأقليات، والبعض منها تتمتع بوضع تعترف بها الدولة، مثل ساميون و فنلنديون ناطقون بالسويدية و الغجر واليهود والتتر، والحفاظ على خصائصها الثقافية الخاصة. وترتبط عاطفيا الفنلنديون العديد من الريف والطبيعة، كما كبيرة الحجم التحضر هو ظاهرة حديثة نسبيا.

## مطبخ فنلندي
المطبخ الفنلندي يـُعرف الجدير باستخدام منتجات الطحين الكامل و العوزات. ويشيع استخدام الحليب ومشتقاته. كان استخدام أنواع من اللفت شائعاً في الطبخ التقليدي، ولكن الاستعاضة عنه بالبطاطس بعد قدومها في القرن الثامن عشر. يلعب السمك و اللحوم دوراً بارزاً في الأطباق التقاليدية الفنلندية بالجزء الغربي من البلاد، في حين أن أطباق من الجزء الشرقي وشملت تقليديا مختلف الخضر والفطر.

## الأدب
على الرغم من أنه يمكن القول بأن اللغة الفنلندية المكتوبة نشأت منذ عهد ميكايل أغريكولا الذي ترجم العهد الجديد إلى اللغة الفنلندية في القرن السادس عشر نتيجة للإصلاح البروتستانتي، إلا أنه توجد القليل من الأعمال الأدبية باللغة الفنلندية حتى القرن التاسع عشر الذي شهد بداية الحركة الرومانسية الوطنية الفنلندية. دفع هذا الأمر إلياس لونروت إلى جمع الشعر الشعبي بالفنلندية والكريلية وترتيبه ونشره في كاليفالا والتي تعد الملحمة الوطنية الفنلندية. شهدت تلك الحقبة صعود شعراء وروائيين كتبوا باللغة الفنلندية ولا سيما ألكسس كيفي وإينو لينو. كتب العديد من كتاب الصحوة الوطنية بالسويدية مثل الشاعر الوطني يوهان لودفيغ رونيبيرغ وساكريس توبيليوس.
بعد استقلال البلاد زادت نسبة الكتاب المحدثين ومن أكثرهم شهرة ميكا فالتري الناطق بالفنلندية وإديت سودرغران المتحدثة بالسويدية. كما حاز فرانس إيميل سيلانبا على جائزة نوبل في الآداب عام 1939. دفعت الحرب العالمية الثانية بعودة الفكر إلى خط من المصالح الوطنية مقارنة بالخط الدولي السابق وتميز منها أعمال فاينو لينا. بالإضافة إلى كاليفالا وفالتاري كانت أعمال توفي يانسون المتحدثة بالسويدية من بين أكثر الكتاب الفنلنديين ترجمة. الأدب في فنلندا الحديثة في حالة صحية. من بين الكتاب المحدثين ذوي الشعبية أرتو بآسيلينا وإلكا ريميس وكاري هوتاكاينن وسوفي أوكسانن وياري تريفو. كما تمنح أفضل رواية جائزة فنلنديا المرموقة السنوية.

## الفنون المرئية

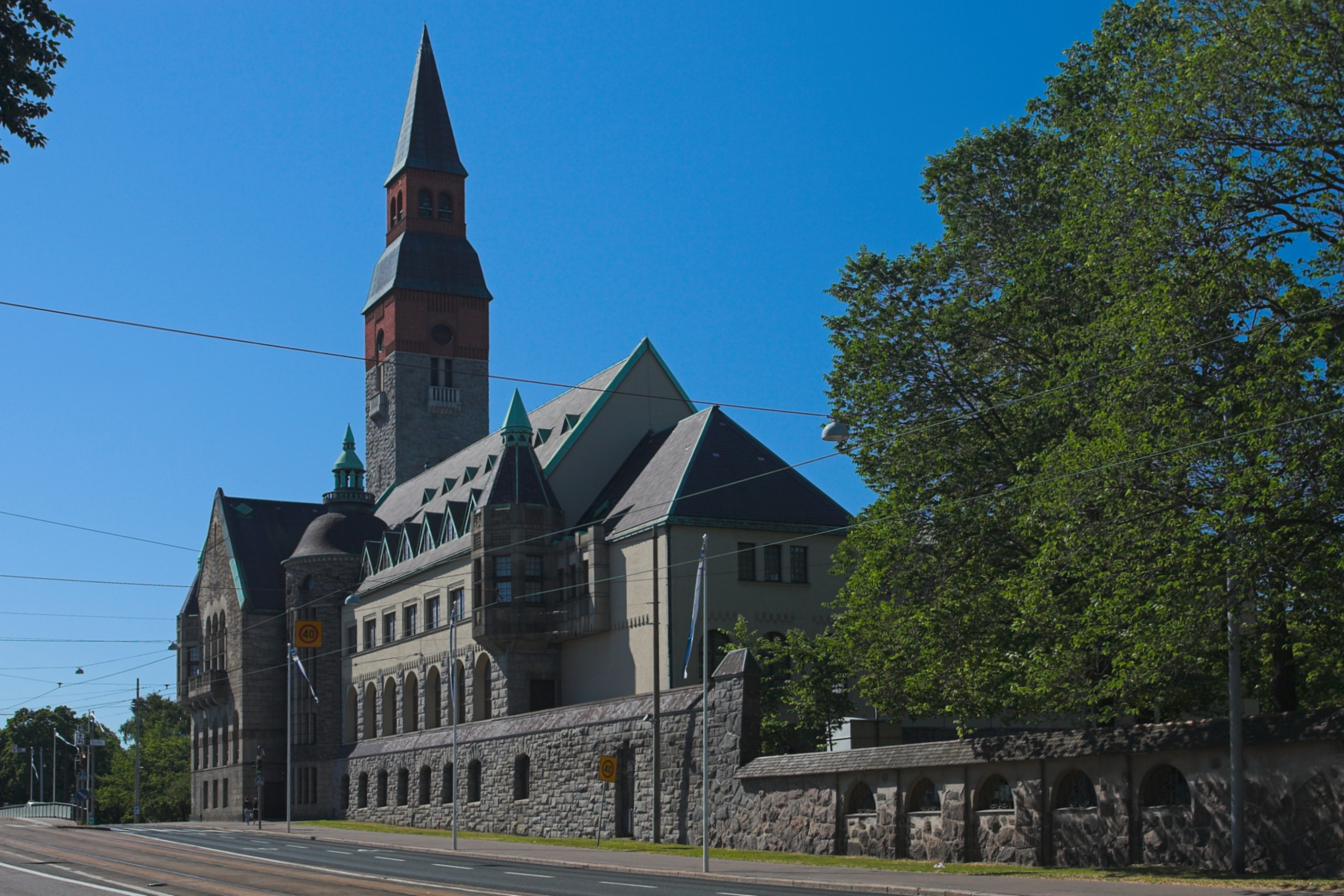
المتحف الوطني الفنلندي في قلب هلسنكي.

قدم الفنلنديون مساهمات كبيرة في الحرف اليدوية والرسوم والتصاميم الصناعية. أشهر النحاتين الفنلنديين في القرن العشرين فينو آلتونين والذي يشتهر بتماثيله النصفية ومنحوتاته التذكارية. تشتهر العمارة الفنلندية في جميع أنحاء العالم؛ من بين أكبر المهندسين الفنلنديين في القرن العشرين إلييل سآرينن (مصمم محطة السكك الحديدية المركزية في هلسنكي ذائعة الصيت والعديد من الأعمال العامة الأخرى) وابنه ييرو سآرينن. كما يشتهر أيضاً ألفار آلتو الذي ساهم في جلب العمارة الوظيفية إلى فنلندا ومن أعماله في مجال المنسوجات والأثاث والأواني الزجاجية.

## السينما والموسيقى

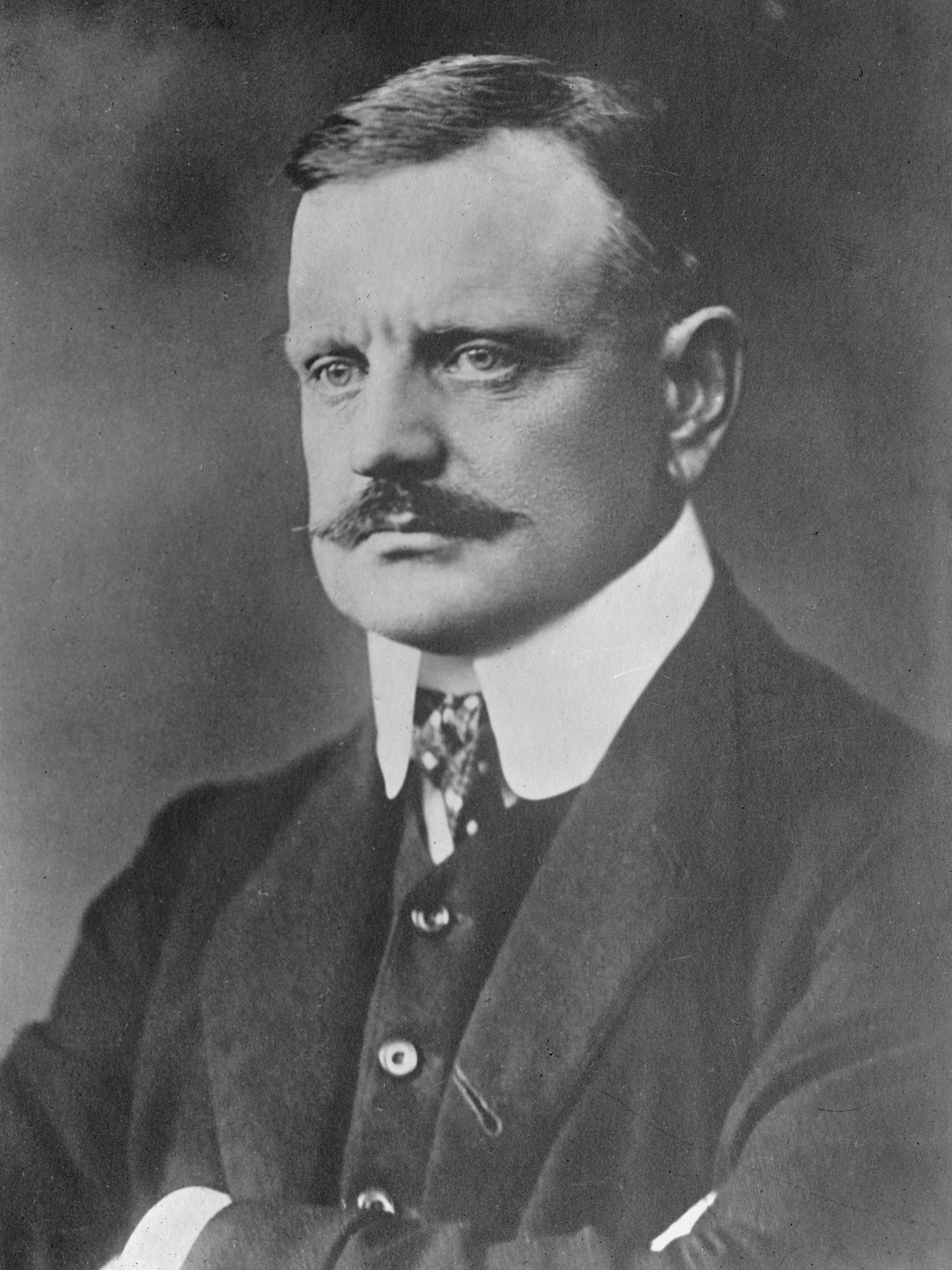
الملحن الفنلندي جان سيبيليوس (1865–1957)، من أعلام الموسيقى الكلاسيكية.

يبرز في صناعة السينما مخرجون من أمثال أكي كاوريسمكي وموريتز ستيلر وسبيدي باسانن والمخرج والمنتج الهوليوودي ريني هارلن.
تتأثر الموسيقى الفنلندية بشكل كبير بالألحان والأنغام الكريلية التقليدية كما هو الحال في كاليفالا. تمثل الثقافة الكريلية التعبير الأنقى عن الأساطير والمعتقدات الفينية، حيث أنها تأثرت بالتأثيرات الجرمانية بصورة أقل من موسيقى الرقص التقليدية النوردية والتي -إلى حد كبير- حلت محل التقاليد الكاليفالية. شهدت الموسيقى التقليدية الفنلندية إحياء لجذورها في العقود الأخيرة وأصبحت جزءاً من الموسيقى الشعبية.
يشتهر شعب سامي الذي ينتشر في شمال السويد وفنلندا والنرويج في المقام الأول بأغان روحية عالية مثل يويك. يشير المصطلح ذاته أحياناً إلى أغاني لافلو أو فولي، رغم أن ذلك غير صحيح من الناحية التقنية.
قام الملحن الألماني المولد فريدريك باسيوس بكتابة أول أوبرا فنلندية في 1852. كما لحن باسيوس أيضاً قصيدة مآمي/فارت لاند (بلادنا) وهي النشيد الوطني الفنلندي. انتشرت في تسعينات القرن التاسع عشر القومية الفنلندية على أساس الكاليفالا، حيث اشتهر جان سيبيليوس بسمفونيته الصوتية كوليرفو. تلقى بعد ذلك منحة لدراسة المؤدين الرونو في كاريليا وواصل شق طريقه الناجح بصفته أبرز الموسيقيين الفنلنديين. في عام 1899 قام بتأليف فنلانديا والتي لعبت دوراً هاماً في نيل البلاد استقلالها. لا يزال سيبيليوس أحد أبرز الشخصيات الوطنية في فنلندا ورمزاً للأمة.

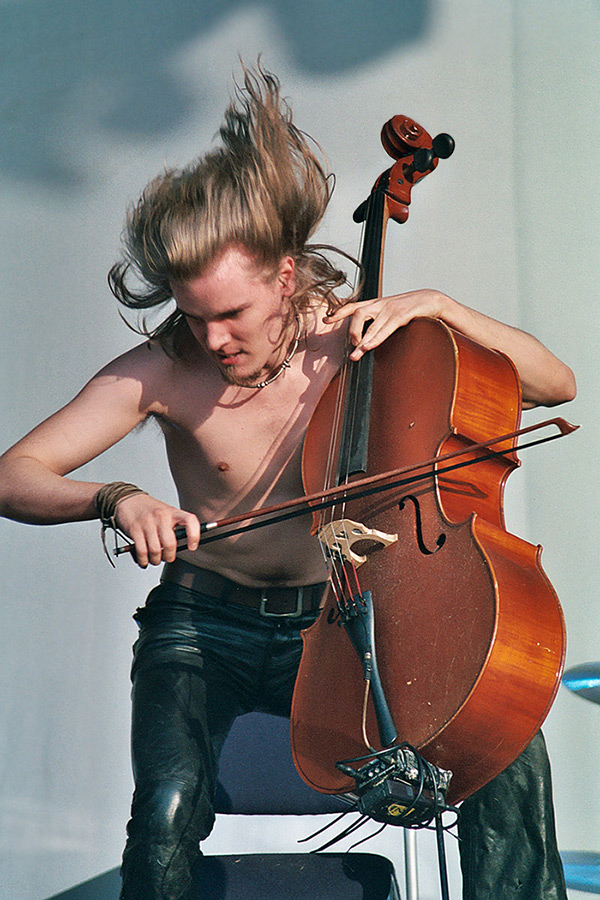
بيرتو كيفيلاكسو من فرقة أبوكاليبتيكا.

لا تزال الموسيقى الكلاسيكية حيوية جداً في فنلندا. نظراً لأن عمرها يقرب المائة عام، فإن العديد من الملحنين الكلاسيكيين الهامين لا يزالون على قيد الحياة مثل ماغنوس ليندبيرغ وكايا سآرياهو وأوليس سالينن وأينويوهاني راوتافارا. يصاحب الملحنين عدد كبير من قواد الأوركسترا مثل إسا بكا سالونن وأوسمو فانسكا ويوكا بيكا ساراستي وليف سيغيرستام. بعض الموسيقيين الكلاسيكيين الفنلنديين المشهود لهم دولياً كاريتا ماتيلا وسويلي اسوكوسكي وبيكا كوسيستو.
إسكيلما (مشتقة مباشرة من الكلمة الألمانية شلاغر وتعني ضربة) وهي كلمة فنلندية تقليدية للأغنية الشائعة الخفيفة. تشمل الموسيقى الشائعة الفنلندية أنواعاً مختلفة من موسيقى الرقص؛ كما تشيع التانغو في البلاد. الموسيقى الخفيفة في المناطق الناطقة بالسويدية تتأثر بالتيارات الشائعة في السويد. تشمل الموسيقى الشعبية الفنلندية عدداً من أبرز فرق الروك وموسيقى الجاز ومؤدي الهيب هوب والموسيقى الراقصة.
ظهرت في بدايات الستينات من القرن الماضي أول موجة كبيرة من فرق الروك الفنلندية، حيث أدت موسيقى الروك انسترومنتال مستوحية إياها من فرق مثل ذا شادوز. وصلت حمى البيتلز إلى فنلندا حوالي 1964 مما أدى إلى المزيد من التطوير في المشهد الموسيقي المحلي في مجال الروك. في أواخر الستينات وخلال السبعينات، تحول الفنلنديون إلى كتابة كلمات أغانيهم الخاصة في مجال الروك عوضاً عن ترجمة المقطوعات العالمية إلى الفنلندية. خلال ذاك العقد برزت فرق مثل تاسافالان بريزيدنتي وفيغفام في مجال البروغريسيف روك ونالت احتراماً عالمياً دون أن تحقق طفرة تجارية خارج فنلندا. كان ذاك أيضاً مصير فرقة هوريغينز التي أدت روك أند رول. أنتج مشهد البانك الفنلندي بعض الأسماء المعترف بها دولياً مثل تيرفيت كاديت في الثمانينات. كانت فرقة هانوي روكس إحدى فرق الروك الشهيرة في الثمانينات والتي ربما تركت بصمتها في تاريخ الموسيقى الشعبية أكثر من أي فرقة فنلندية أخرى حيث ألهمت فرقة غنز آن روزز الأمريكية.
نالت العديد من فرق الميتال الفنلندية اعترافاً دولياً. تعد فرقتا هيم ونايتويش من أكثر الفرق الفنلندية شهرة في هذا المجال، حيث حقق ألبوم دارك نايت لفرقة هيم عام 2005 مبيعات هائلة في الولايات المتحدة. أبوكاليبتيكا هي فرقة فنلندية ذات شهرة عالمية تعرف بموسيقاها الكالاسيكية الوترية الممزوجة بالهيفي ميتال الكلاسيكية. من بين فرق الميتال الأخرى المشهورة إنسيفيروم وكالماه وذا راسموس وتشلدرن أوف بودوم وسوناتا أركتيكا بالإضافة إلى ستراتوفاريوس في مجال الباور ميتال. استضافت فنلندا مسابقة الأغنية الأوروبية في 2007، بعد أن فازت فرقة الهارد روك/ هيفي ميتال لوردي بالمسابقة في 2006.

## الإعلام والاتصالات

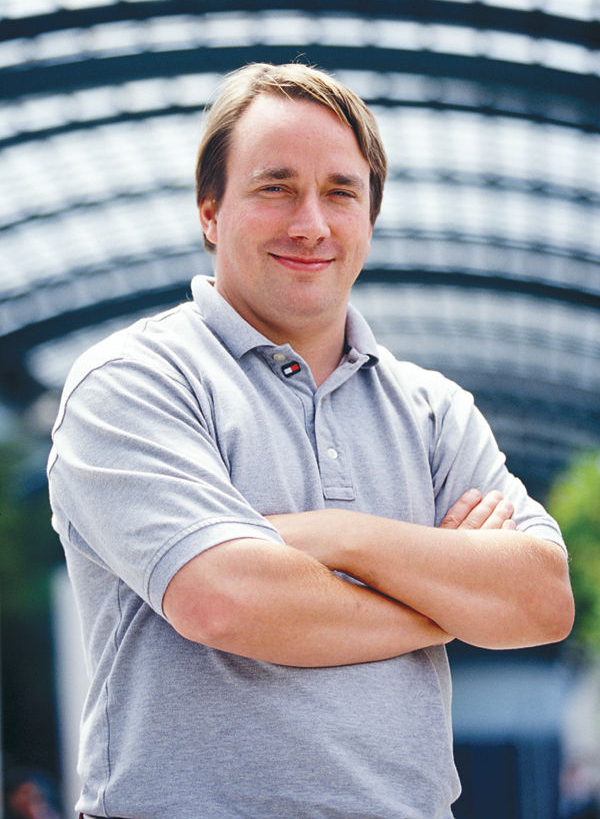
لينوس تورفالدس، مهندس برمجيات فنلندي اشتهر بتصميمه لنظام التشغيل لينكس.

يوجد حالياً في فنلندا 200 صحيفة و 320 من المجلات الشعبية و2100 من المجلات المهنية و67 محطة إذاعية تجارية منها محطة إذاعية على الصعيد الوطني وخمسة وطنية عامة وثلاث محطات إذاعية رقمية. يجري في كل عام إصدار نحو اثني عشر فيلماً روائياً ونشر 12000 كتاباً جديداً وتباع تقريباً 12 مليون نسخة من التسجيلات.
تنشر سانوما صحيفة هلسنغن سانومات (حجم تداولها 412,000  مما يجعلها أكبر صحيفة) وصحيفة إيلتا سانومات وصحيفة تالوسانومات ذات الاتجاه التجاري وقناة نيلونن التلفزيونية. أما شركة النشر الأخرى ألما ميديا فتنشر أكثر من ثلاثين مجلة بما في ذلك صحيفة آمولهتي وصحيفة إيلتالهتي وصحيفة كوبالهتي تجارية المنحى. يعد الفنلنديون بالإضافة إلى شعوب الشمال الأخرى واليابانيين أكثر الشعوب اهتماماً بمطالعة الصحف في العالم.
تمتلك شركة الإذاعة الوطنية أوليسراديو خمس قنوات تلفزيونية و 13 محطة إذاعية باللغتين الوطنيتين. تمول أوليسراديو عبر الترخيص الإلزامي لمقتني أجهزة التلفاز والرسوم على المذيعين في القطاع الخاص. تبث جميع القنوات التلفزيونية رقمياً سواء أرضياً أو على الكابل. تعود ملكية القناة التلفزيونية الأكثر شعبية ام تي في 3 ومحطة الإذاعة الأكثر شعبية نوفا راديو إلى إذاعة الشمال (بونير وبروفنتوس اندستريير).
يستخدم الإنترنت حوالي 79% من الفنلنديين. تمتلك فنلندا حوالي 1,520,000 اتصالاً بشبكة الإنترنت ذات النطاق العريض بحلول نهاية يونيو 2007 أي حوالي 287 اتصالاً لكل 1000 نسمة. كما يتوفر الاتصال بالإنترنت وأجهزة الكمبيوتر في جميع المدارس والمكتبات العامة الفنلندية. كما ينتشر الهاتف المحمول بين أغلب السكان. يستخدم الهاتف المحمول غالباً للاتصال بينما الخدمات ذات القيمة الإضافية نادرة. في أكتوبر 2009، التزمت وزارة النقل والاتصالات الفنلندية بضمان توفير اتصال بالإنترنت لكل فنلندي بسرعة واحد ميغابايت في الثانية على الأقل وذلك بداية من يوليو 2010.

## العطلات الرسمية

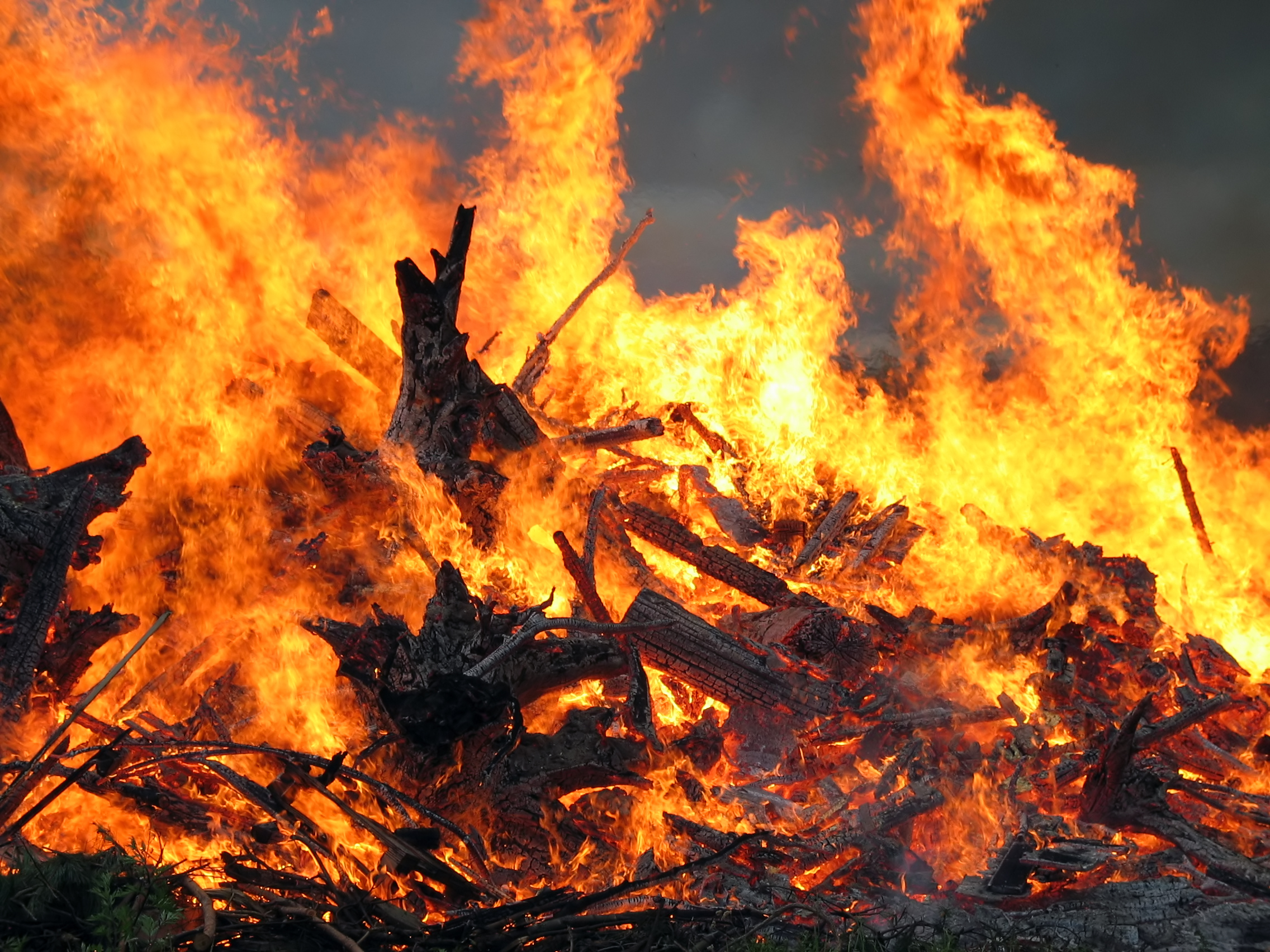
الاحتفال بالانقلاب الصيفي ("كوكو") في مانتســَـلا

يعد إعلان العطلات الرسمية في فنلندا من أعمال البرلمان. يمكن تقسيم العطل الرسمية إلى أعياد مسيحية وأخرى علمانية. الأعياد المسيحية الرئيسية هي عيد الميلاد وعيد الغطاس وعيد الفصح وعيد الصعود وعيد العنصرة وعيد جميع القديسين. أما العطلات العلمانية فهي رأس السنة الميلادية وعيد العمال وعيد منتصف الصيف وعيد الاستقلال. عيد الميلاد هو أكثر الأعياد احتفالاً وعادة على الأقل بين 23-26 من ديسمبر. كما يجري الاحتفال أيضاً في منطقة بوثنيا (أبرزها في مدينة كوكولا) بما يعرف باسم فينيتسيالايست وهو الاحتفال بالماء والنار.

## الرياضة
توجد بعض الرياضات ذات الشعبية في فنلندا. بيسابالو (رياضة شبيهة بالبيسبول) هي الرياضة الوطنية في فنلندا، على الرغم من أن أكثر الرياضات شعبية في فنلندا من حيث التغطية الإعلامية هي الفورمولا واحد والراليات وهوكي الجليد وكرة القدم. فازت فنلندا ببطولة العالم لهوكي الجليد مرة وحيدة في عام 1995. ياري كوري وتيمو سيلان لاعبا هوكي جليد فنلنديا المولد سجل كل منهما 600 هدف في مسيرتهم المهنية في دوري الهوكي الوطني. 
لم يتأهل فريق فنلندا لكرة القدم أبداً لنهائيات كأس العالم أو كأس الأمم الأوروبية. من بين مشاهير لاعبي كرة القدم الفنلنديين ياري ليتمانن وسامي هيبيا وأنتي نييمي ويوسي ياسكيلاينن وميكائيل فورسيل. التزلج على الجليد أيضاً شعبية في فنلندا وهناك العديد من المتزلجين المحترفين من أمثال انتي أوتي وهيكي سورسا ويوسي أوكسانين وييرو إتالا وبيتو بيرونين ويوني مالمي. 

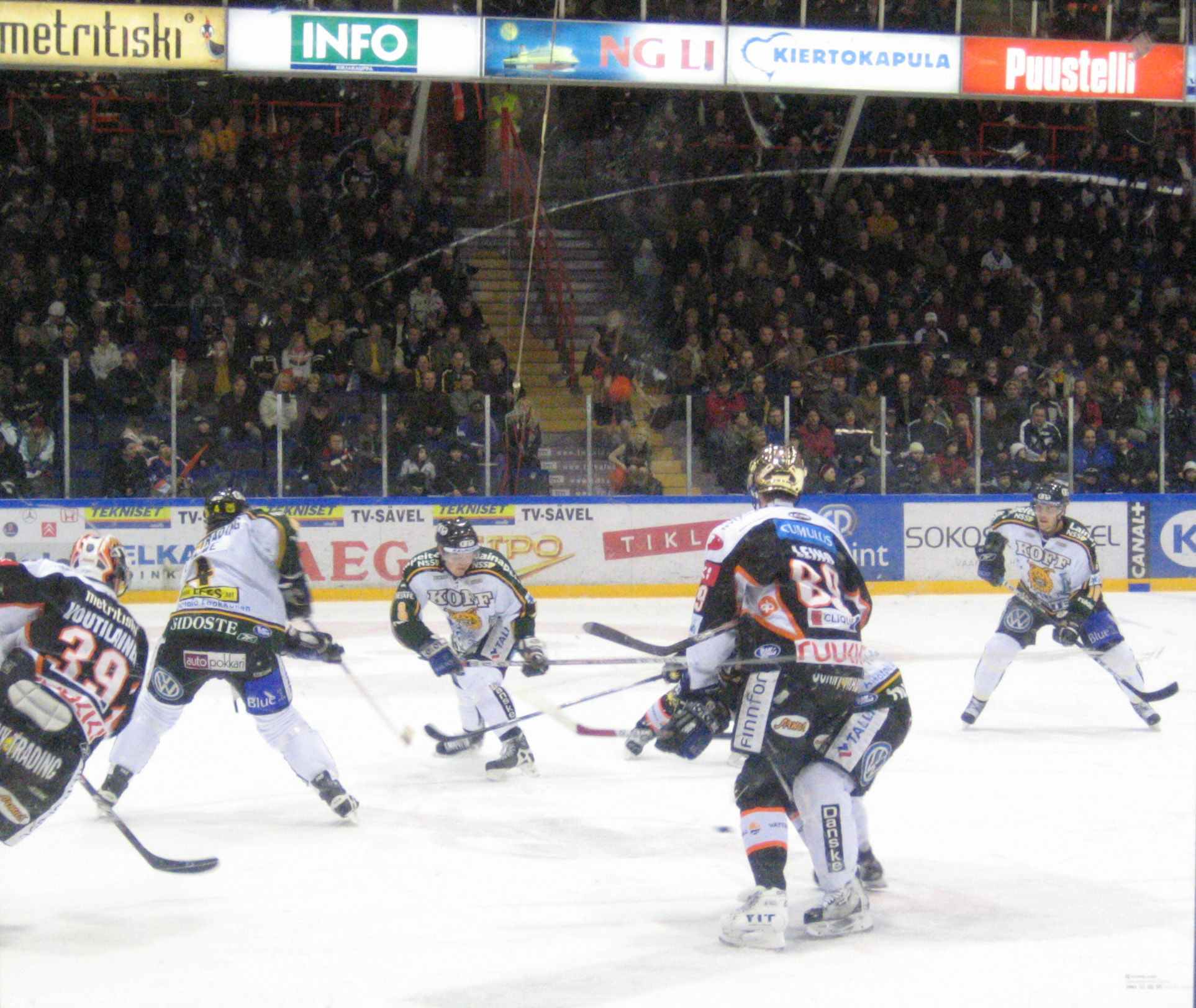
هوكي الجليد في فنلندا.

بالنسبة لتعداد سكانها فإن فنلندا تعد الأفضل في العالم في سباقات السيارات مقاساً بنجاحها الدولي. أنجبت فنلندا ثلاثة أبطال عالميين في سباقات الفئة الأولى وهم كيكي روزبرغ (وليامز 1982) وميكا هاكينن (ماكلارين 1998 و 1999) وكيمي رايكونن (فيراري 2007). بعد اعتزال رايكونن من هذه الرياضة، عاد مرة أخرى ليمارسها من جديد بعدما انضم سنة 2012 إلى فريق لوتس لسنتين، وفي سنة 2014 عاد مرة أخرى إلى فريق فيراري ليوقع رفقته عقدا يمتد لعامين، حيث يشكل رفقة الفنلندي الآخر فلتري بوتاس ثنائي فنلندي مميز في سباقات الفئة الأولى للفورمولا 1 هذا الأخير والذي قدم مستويات غير متوقعة هذه السنة 2014 نجح مع فريقه ويليامز ميرسيدس في اعتلاء المنصات خلال العديد من السباقات. ينافس ابن روزبرغ - نيكو روزبيرغ (مرسيدس) - أيضاً حالياً ولكن في ظل جنسية والدته الألمانية. 
من بين المشاهير أيضاً في سباق الجائزة الكبرى السائق ليو كينونن وبطل لومان 24 ساعة يوركي ليتو وميكا سالو. كما أنجبت فنلندا أيضاً أفضل سائقي الراليات في العالم بما في ذلك أبطال العالم السابقين ماركوس غرونهولم ويوها كانكونن وهانو ميكولا وتومي ماكينن وتيمو سالونين وآري فاتانن. توفي الفنلندي الوحيد -يارنو سارينن- الذي فاز ببطولة العالم لسباقات الطرق في حادث خلال سباق عام 1973.

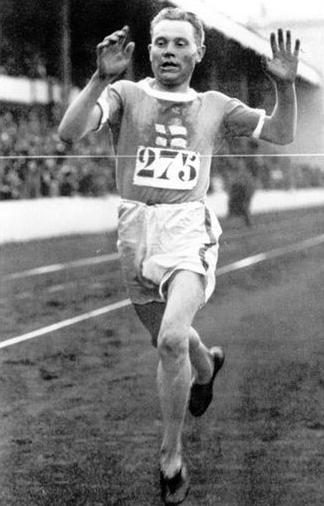
بافو نورمي في الأولمبياد الصيفي عام 1920.

أما في مجال الرياضات الشتوية فتعد فنلندا البلد الأكثر نجاحاً في القفز التزلجي حيث يمكن القول أن ماتي نوكانن أفضل من مارس هذه اللعبة. حيث أحرز خمس ميداليات أولمبية (أربعة ذهبية) وتسع ميداليات في بطولة العالم (خمسة ذهبيات). أما بين ممارسي هذه اللعبة النشطين حالياً فيبرز يان أهونن. حاز كالي بالندر على بطولة العالم في التزلج الألبي وعلى الكرة الكريستالية (مرتين في كيتزبوهيل). فازت تانيا بوتياينن بالميدالية الأولمبية الفضية للتزلج الألبي وكذلك عدة سباقات في بطولة العالم.
بعض من أبرز الرياضيين السابقين هانس كولهماينن (1890-1966) وبافو نورمي (1897-1973) وفيل ريتولا (1896-1982) الذي فاز بثمانية عشر ميدالية ذهبية وسبع ميداليات فضية أولمبية في العقدين الثاني والثالث من القرن الماضي.
يعتبر أولئك أيضاً أول جيل من عدائي المسافات المتوسطة والطويلة الفنلنديين العظماء وأطلق عليهم «الفنلنديون الطائرون» (وهو لقب يطلق على الرياضيين الفنلنديين اللاحقين). فاز عداء مسافات طويلة آخر هو لاسي فيرين (مواليد 1949) بما مجموعه أربع ميداليات ذهبية خلال دورتي الألعاب الأولمبية الصيفية عامي 1972 و1976. 
يعد كل من ريكو كيري ويوكو أهولا ويان فيرتانن أعظم رياضيي البلاد في بطولات التحمل وشاركوا في بطولات أقوى رجل في العالم بين 1993 و 2000. 
عقدت دورة الألعاب الأولمبية الصيفية 1952 والمعروفة رسمياً باسم دورة الألعاب الأولمبية الخامسة عشرة في هلسنكي. أما غيرها من الأحداث الرياضية البارزة التي عقدت في فنلندا فهي بطولتا العالم في ألعاب القوى 1983 و 2005 وغيرها. 
بعض من الرياضات الشعبية الترفيهية هوكي الصالات والمشي الشمالي والجري وركوب الدراجات والتزلج.